# 積水ハウスシャーメゾンPM東京
積水ハウスシャーメゾンPM東京株式会社（せきすいハウスシャーメゾンPMとうきょう）は、東京都渋谷区に本社を置く日本の不動産会社。積水ハウスの完全子会社である。
2020年2月1日に、前身である積和不動産株式会社と積和不動産関東株式会社が合併し、積水ハウス不動産東京に社名を変更した。
2025年2月1日に、仲介・不動産事業を積水ハウス不動産関西株式会社（同日付で積水ハウス不動産株式会社に商号変更）に分割し、現商号に変更した。

## 沿革
- 1976年 - 積和不動産株式会社設立（資本金20,000千円、本社所在地は東京都新宿区西新宿1丁目10番1号）。宅地建物取引業者免許（建設大臣）を取得
- 1980年 - 資本金60,000千円に増資
- 1983年 - 資本金120,000千円に増資。一級建築士事務所登録(東京都知事)
- 1984年
  - 本社を東京都新宿区西新宿1丁目11番3号に移転
  - 資本金318,000千円に増資
  - 建設業者登録(東京都知事)
- 1985年
  - 横浜積和管理株式会社設立
  - 本社を東京都新宿区西新宿1丁目20番3号に移転
- 1986年
  - 資本金390,000千円に増資
  - 東京積和管理株式会社設立
  - 埼玉積和管理株式会社設立
  - 資本金514,800千円に増資
- 1987年 - 千葉積和管理株式会社設立
- 1988年
  - 資本金951,600千円に増資
  - 資本金1,576,600千円に増資
  - 東京店頭市場に株式を公開
- 1989年 - 資本金1,668,960千円に増資
- 1992年 - 積和データサービス株式会社設立
- 1996年 - 本社を東京都新宿区西新宿1丁目11番3号に移転
- 1998年 - 本社を東京都渋谷区代々木2丁目1番1号に移転
- 1999年 - 東京証券取引所市場第二部に上場
- 2001年 - 東京積和管理株式会社を存続会社として、横浜積和管理株式会社、東京積和管理株式会社、埼玉積和管理株式会社、千葉積和管理株式会社が合併。積和管理株式会社に商号変更
- 2003年 - MAST賃貸センター株式会社設立
- 2004年 - 積和データサービスと合併
- 2005年 - 株式交換により、積水ハウスの完全子会社となる。東京証券取引所の上場廃止
- 2009年 - 積和不動産KRM株式会社ならびに積和不動産札幌株式会社と合併（資本金1,758,960千円）
- 2010年 - マストパートナーズ株式会社設立
- 2013年 - 積和不動産関東株式会社へ会社分割
- 2014年 - 子会社の積和管理を積和管理関東株式会社として会社分割
- 2015年 - 積和グランドマスト株式会社へ会社分割
- 2016年2月 - 積和管理を吸収合併
- 2020年2月1日 - 積和不動産が積水ハウス不動産に社名変更。同時に積和不動産関東と合併し、積水ハウス不動産東京株式会社に社名変更[2][1]
- 2025年2月1日 - 現商号に変更。

## 営業エリア
積水ハウス不動産東京の営業エリアは以下の地域。
- 関東地方：東京都、神奈川県、埼玉県、千葉県、茨城県、栃木県、群馬県、山梨県
- 北海道